# Fabián Ángel
Fabián Steven Ángel Bernal, noto semplicemente come Fabián Ángel (Barranquilla, 10 gennaio 2001), è un calciatore colombiano, centrocampista dell'Atlético Junior.

## Carriera

### Club
Cresciuto nel settore giovanile dell'Atlético Junior, inizia a giocare a calcio presso la squadra filiale del Barranquilla con cui debutta l'11 febbraio 2018 in occasione dell'incontro di Categoría Primera B vinto 1-0 contro lo Llaneros.
Il 30 agosto 2019 debutta con l'Atlético Junior in occasione del match di Copa Colombia perso 2-1 contro il Deportivo Cali; a partire dal 2020 viene integrato in pianta stabile in prima squadra.

### Nazionale
Ha giocato nella nazionale colombiana Under-17.

## Statistiche

### Presenze e reti nei club
Statistiche aggiornate al 26 dicembre 2021.
| Stagione        | Squadra         | Campionato      | Campionato | Campionato | Coppe nazionali | Coppe nazionali | Coppe nazionali | Coppe continentali | Coppe continentali | Coppe continentali | Altre coppe | Altre coppe | Altre coppe | Totale | Totale |
| Stagione        | Squadra         | Comp            | Pres       | Reti       | Comp            | Pres            | Reti            | Comp               | Pres               | Reti               | Comp        | Pres        | Reti        | Pres   | Reti   |
| --------------- | --------------- | --------------- | ---------- | ---------- | --------------- | --------------- | --------------- | ------------------ | ------------------ | ------------------ | ----------- | ----------- | ----------- | ------ | ------ |
| 2018            | Barranquilla    | B               | 26         | 0          | CC              | 5               | 0               |                    | -                  | -                  |             | -           | -           | 31     | 0      |
| 2019            | Barranquilla    | B               | 16         | 0          | CC              | 5               | 0               |                    | -                  | -                  |             | -           | -           | 21     | 0      |
| 2020            | Barranquilla    | B               | 6          | 0          | CC              | 0               | 0               |                    | -                  | -                  |             | -           | -           | 6      | 0      |
| 2019            | Atlético Junior | A               | 0          | 0          | CC              | 1               | 0               |                    | -                  | -                  |             | -           | -           | 1      | 0      |
| 2020            | Atlético Junior | A               | 7          | 0          | CC              | 2               | 0               | CL+CS              | 0+2                | 0                  | SC          | 0           | 0           | 11     | 0      |
| 2021            | Atlético Junior | A               | 32         | 0          | CC              | 0               | 0               | CL+CS              | 4+0                | 0                  |             | -           | -           | 36     | 0      |
| Totale carriera | Totale carriera | Totale carriera | 87         | 0          |                 | 13              | 0               |                    | 6                  | 0                  |             | 0           | 0           | 106    | 0      |

## Palmarès

### Club

#### Competizioni nazionali
- Campionato colombiano: 2

Atlético Junior: 2019-I, 2023-II
- Súper Liga: 1

Atlético Junior: 2020